# Ordre de succession orléaniste au trône de France
Pour les articles homonymes, voir Trône (homonymie).
L'ordre de succession orléaniste au trône de France, qui fixe le rang des princes d'Orléans dans la succession à la prétendance et, dans l'hypothèse d'une restauration monarchique, au trône de France, résulte des anciennes lois fondamentales, dont l'un des principaux objets était d'empêcher que le royaume tombe en mains de princes étrangers. Ces prétendants et leur famille ne se veulent pas tant les héritiers de la monarchie de Juillet, dont est issu l'orléanisme politique, que de la monarchie française traditionnelle, considérant qu'une fusion s'est produite de fait entre les deux principes dynastiques. Sur le plan international, l'application de cet ordre de succession conditionnait les traités d'Utrecht (1713), qui avaient conforté Philippe, duc d'Anjou (devenu Philippe V) et sa descendance sur le trône d'Espagne après qu'il eut renoncé à ses droits sur le trône de France (renonciation dont il invoquera ultérieurement la nullité).

## Histoire et droit

### Origine de la maison d'Orléans
La deuxième maison d'Orléans est la seule branche cadette subsistante de la maison capétienne de Bourbon, laquelle devint en 1589 la branche aînée de la maison de France lors de l'accession au trône de France d'Henri III, roi de Navarre, duc de Vendôme (fils d'Antoine de Bourbon), devenu Henri IV. Aîné des Capétiens légitimes après l'extinction des Valois, le roi Henri IV appartenait à la troisième dynastie souveraine française, fondée par Hugues Capet ; il descendait de saint Louis par son dernier fils, Robert de France, comte de Clermont, ancêtre de la maison de Bourbon. La quatrième maison d'Orléans fut issue de Philippe de France, duc d'Anjou puis d'Orléans, fils cadet de Louis XIII (lui-même fils aîné d'Henri IV) et frère de Louis XIV, cette branche accéda à la Régence (1715-1723) avec Philippe d'Orléans (1674-1723) et au trône avec le roi des Français Louis-Philippe. Son chef est Jean d'Orléans (1965), connu comme le comte de Paris.

### Genèse de la prétendance orléaniste au trône de France

#### Les lois fondamentales du royaume
Dans l'ancien droit monarchique, la transmission de la couronne de France s'opérait de façon héréditaire, par ordre de primogéniture, de mâle en mâle le plus proche, à l'exclusion des femmes et de leur descendance (dont l'accession au trône aurait pu faire tomber par mariage le royaume en mains de princes étrangers). Nul n'avait le pouvoir de modifier l'ordre dynastique, la couronne étant réputée indisponible ; il était donc impossible d'écarter de la succession un prince de sang royal ou, au contraire, d'intégrer à l'ordre successoral un prince n'appartenant pas à proprement parler à la dynastie. Le roi devait être « très chrestien, catholique et françois », selon l'arrêt Lemaistre du parlement de Paris du 28 juin 1593 : Henri IV, pour se faire reconnaître comme roi, fut obligé de revenir au catholicisme, cependant il put rester à la tête d'une monarchie étrangère, le royaume de Navarre. Le principe d'instantanéité de la couronne impliquait l'impossibilité d'une vacance du trône : le règne du nouveau souverain commençait dès l'instant du décès de son prédécesseur. Telles étaient, pour l'essentiel, les lois fondamentales du royaume de France sous l'Ancien Régime, qui réglèrent la succession au trône dans la dynastie capétienne.

#### Les renonciations annexées aux traités d'Utrecht (1713)
Sous le règne de Louis XIV, l'épisode de la conclusion des traités d'Utrecht, qui mirent un terme à la Guerre de Succession d'Espagne, devait conduire les juristes à se questionner sur la teneur exacte de l'une des lois fondamentales. En effet, l'une des conditions à la signature des traités de paix avait consisté dans la renonciation (en novembre 1712), de la part du cadet des petits-fils du roi, Philippe, duc d'Anjou, qui avait accédé à la couronne d'Espagne sous le nom de Philippe V (à la suite de Charles II, dernier des Habsbourgs d'Espagne), à tout droit de succéder jamais au trône de France, pour lui-même et sa descendance née et à naître : « Pour plus grande stabilité et sûreté de ce qui est contenu en cette renonciation, et de ce qui est statué et promis de ma part, j’engage de nouveau ma foi et parole royale, et je jure solennellement sur les Évangiles contenus en ce missel, sur lequel je pose la main droite, que j’observerai, maintiendrai et accomplirai le présent écrit et acte de renonciation, tant pour moi que pour mes successeurs, héritiers et descendants, dans toutes les clauses qui y sont contenues suivant le sens le plus naturel, le plus littéral et le plus évident ; — que je n’ai pas demandé et ne demanderai pas à être relevé de ce serment, et que, si quelque personne le demandait, ou que si cette dispense m’était donnée, motu proprio, je ne m’en servirai ni ne m’en prévaudrai... et je passe cet acte devant le présent secrétaire de ce royaume, et je le signe ». Réciproquement, le duc de Berry (dernier petit-fils du roi, qui mourra avant son grand-père sans laisser de postérité) et le duc d'Orléans (neveu du roi et futur régent) avaient dû renoncer à leurs droits éventuels à la couronne d'Espagne pour eux-mêmes et leur postérité (tout comme les Habsbourgs d'Autriche). Enregistrées en Espagne le 3 décembre 1712 par les Cortès, puis en France le 15 mars 1713 par le Parlement de Paris, ces renonciations furent annexées, quatre semaines plus tard, aux conventions d’Utrecht dont elles avaient permis la conclusion : toute possibilité d'union des royaumes de France et d'Espagne était écartée afin d'assurer la paix en Europe, et Philippe V se trouvait conforté sur son trône.
Dans une lettre datée du 18 mai 1712, Louis XIV avait écrit à son ambassadeur à Madrid, le marquis de Bonnac : « Le roi d’Espagne regrettera peut être bien des fois d’avoir abandonné les droits de sa naissance, mais il ne sera plus temps de les faire valoir, car, outre sa renonciation, les mesures seront prises pour assurer à ses cadets la succession de la Couronne et toute l’Europe en sera garante. [...] Tout mon royaume aura un égal intérêt de maintenir la disposition qui aura été faite, parce qu’elle ne pourrait être troublée sans donner lieu à des guerres intestines et le roi d’Espagne, regardé pour lors comme étranger, n’aurait point de partisan assez téméraire pour déclarer soutenir ses prétentions contre les dispositions faites par le traité de paix ».
Si, dans l'ordre international, la supériorité des traités d'Utrecht sur les règles de droit interne (même à caractère constitutionnel) ne faisait pas difficulté, en application du principe Pacta sunt servanda, c'est dans l'ordre interne français que l'on s'interrogea sur la compatibilité de la renonciation collective de l'ancêtre des Bourbons d'Espagne avec la loi d'indisponibilité de la couronne, théorisée par Jean de Terrevermeille. Le Parlement de Paris (gardien des lois fondamentales selon Hugues Trousset) avait jadis, sur ce fondement, émis des réserves quant à l'enregistrement d'un acte d'abdication (en 1525) de François Ier alors en captivité à Pavie, en faveur de son fils aîné, mais le traité de Madrid de 1526 avait rendu cette renonciation inutile ; il avait finalement enregistré celle de Philippe V, que jamais il ne devait annuler. Le Père Poisson, juriste du régent Philippe d'Orléans (que le cardinal Baudrillart, universitaire et historien, redécouvrit et dont il reprit l'argumentaire) fit valoir que la renonciation de Philippe V n'avait pas été sans compensation, puisqu'elle lui avait assuré la jouissance immédiate du trône d'Espagne, et que le testament de Charles II d'Espagne le désignant comme son successeur spécifiait que les couronnes de France et d'Espagne ne devaient jamais être réunies. Quant au jurisconsulte et théoricien politique Jean Bodin, il avait écrit, dans Les Six Livres de la République : « Si un prince souverain a contracté en qualité de souverain, pour chose qui touche à l’estat, et au profit d’iceluy, les successeurs y sont tenus ». Il fut aussi argué d'une modification des lois fondamentales, en l'occurrence du principe d'indisponibilité de la couronne, résultant de l'intégration de la renonciation de Philippe V à ces normes à caractère constitutionnel.
On continua néanmoins de débattre du problème au début du règne du jeune Louis XV, unique fils survivant du petit-fils aîné de Louis XIV, qui n'avait pas encore de descendance. C'était alors le temps de la Régence (1715-1723) pendant la minorité du roi — traditionnellement exercée par la reine, mère du roi, ou, à défaut, par le plus proche parent mâle et légitime —, qui revint à Philippe, duc d'Orléans (1674-1723), puis le début du règne personnel de Louis XV. Le duc de Bourbon, son premier ministre (et cousin), n'entendait pas « soutenir le parti d'une renonciation violente imposée par nos ennemis en faveur de la maison d'Orléans » ; et, malgré l'engagement de « sa foi et parole royale » et son serment sur les Évangiles, le souverain espagnol était bien décidé, de son côté, à prendre possession du trône de ses ancêtres au cas où le jeune roi de France serait venu à disparaître,, au risque de replonger l'Europe dans la guerre.
Sur la question de la capacité d'un prince à renoncer à ses droits ou d'un roi de France à abdiquer, Juvenal des Ursins avait écrit que le roi « n’a qu’une manière d’administration et usage [de la couronne] pour en jouir sa vie durant » ; il ne peut donc « ni aliéner ou bailler le royaume en autre main..... et quand il a un fils, ne lui peut le roi son père ni autre abdiquer ou ôter ce droit, voire même [sic] s'il le voulait et consentait ». On citera, à l'inverse, cette remarque tirée de la Conférence d'un Anglois et d'un Allemand sur les lettres de Filtz Moritz (dialogue imaginaire composé par l'abbé Brigaud) : « Un Roi de France perd tout droit à sa Couronne, non seulement par la mort, mais encore [...] par cession qu'il fait entre vifs, au plus proche héritier du Sang, capable de succéder. Ainsi le Roi Carloman (fils de Charles Martel) ceda sa Couronne à son Frere Pepin, pour se retirer au Mont Cassin ». Pierre Laurent Buirette de Belloy disait, dans les notes historiques de sa tragédie le Siège de Calais, que « ce ne fut que par le Traité de Brétigny qu'Edouard [Édouard III d'Angleterre, par ailleurs exclu par les légistes en tant que descendant en ligne féminine des Capétiens] renonça enfin à la Couronne de France » . Et l'avocat et historien Gabriel-Henri Gaillard, que, « suivant l'article 12 du traité de Brétigny, [...] le Roi d'Angleterre de son côté devait renoncer à la Couronne de France ». De son côté, Patrick Germain a mis en évidence qu'avant même l'opportune « redécouverte » de la loi salique, un dynaste put valablement renoncer à ses droits : « Tout tourne autour de la question de savoir si la renonciation au trône de France du petit-fils de Louis XIV, Philippe V d’Espagne, était valide ou non. La question principale est de savoir si l’on peut renoncer de son propre chef à la couronne en France ou pas. En regardant l’histoire, il semble que oui. En effet, en 1316, Jeanne de France, fille de Louis X et de Marguerite de Bourgogne, a été contrainte par ses oncles, Philippe V puis Charles IV en 1322, puis par son cousin Philippe VI de Valois en 1328 à renoncer à ses droits alors qu’elle était l’héritière la plus directe de Louis X. La grand-mère de Jeanne, Agnès de France [...] s’opposa à cette renonciation, tout autant que l’Église. Cette renonciation n’a rien à voir avec une quelconque application de la loi dite Loi salique, c’est une décision d’opportunité. Cette loi ne sera en effet « exhumée » qu’en 1358 par un moine de Saint-Denis nommé Richard Lescot et ne sera codifiée qu’en 1460, sous Charles VII sous le nom de « La loi salique, première loi des François, faite par le roi Pharamond, premier Roy de France ». [...] Il existe donc un précédent historique qui démontre que la renonciation est donc possible. »,. Dans un texte de 1895 titré Comment les femmes ont été exclues, en France, de la succession à la couronne, l'historien et archiviste Paul Viollet évoquait déjà ce cas de renonciation antérieur à l'« invention » de la loi salique : « Le 27 mars 1318 (n. s.), un nouveau traité fut conclu à Paris entre Philippe le Long et Eudes, duc de Bourgogne, ce dernier agissant au nom de sa nièce, en son nom propre et en celui de sa mère, avec laquelle il était tuteur ou curateur de cette nièce. Par ce traité le duc de Bourgogne renonce définitivement pour sa nièce aux droits qu'elle pouvait avoir sur les royaumes de France et de Navarre. Il renonce de plus, au nom de cet enfant et en faveur de Philippe le Long et de sa postérité masculine, aux droits qu'elle avait sur les comtés de Champagne et de Brie. Il s'engage à lui faire ratifier ce traité lorsqu'elle aura atteint l'âge de douze ans et à obtenir plus tard la même ratification de son mari. Ce mari sera, aux termes mêmes du traité Philippe d'Évreux ». À noter que, sous la Restauration, monarchie constitutionnelle, le roi Charles X abdiqua la couronne à la suite des Trois Glorieuses de 1830, puis son fils le dauphin Louis-Antoine renonça à ses droits sous la pression paternelle, en faveur de leur petit-fils et neveu (et plus proche parent) Henri, duc de Bordeaux ; cet acte fut transcrit le 3 août sur le registre de l'état civil de la maison royale (aux archives de la Chambre des pairs) et inséré au Bulletin des lois du 5 août 1830 .

#### Légitimisme, orléanisme et «fusionnisme»
Louis XV eut une postérité mâle, et, au terme de son long règne, le trône passa du roi Bien-Aimé à l'aîné de ses petits-fils, l'infortuné Louis XVI, dernier roi de France de l'Ancien Régime puis premier roi des Français, décapité en 1793. En 1815, son frère Louis XVIII, chef de maison et prétendant au trône de France depuis la mort de son neveu le théorique Louis XVII, fut définitivement restauré sur le Trône après l'intermède des Cent-Jours et jusqu'à sa mort sans descendance, en 1824 ; lui succéda son dernier frère, Charles X, jusqu'en 1830. Débordé par les Trois Glorieuses, le dernier roi de France abdiqua la couronne, puis son fils, le dauphin Louis-Antoine, renonça à ses droits, en faveur de leur petit-fils et neveu (et plus proche parent) Henri, duc de Bordeaux, ainsi qu'il a été dit. C'est toutefois leur cousin Louis-Philippe, duc d'Orléans (aîné des descendants du régent Philippe d'Orléans et fils de Philippe Égalité, qui avait voté la mort de son cousin Louis XVI), nommé lieutenant-général du royaume, qui devint le nouveau souverain en lieu et place des aînés des Bourbons, avec le titre de roi des Français ; de là la division entre les royalistes, légitimistes (partisans des Bourbons), d'une part, et orléanistes (partisans des Orléans), de l'autre. Louis-Philippe devait être renversé à son tour en 1848 : la monarchie de Juillet, parlementaire et libérale, se soldait par l'abdication du « roi bourgeois » en faveur de l'aîné de ses petits-fils, Philippe d'Orléans (1838-1894), comte de Paris, présenté comme « Louis-Philippe II », avant la IIe République.
Avec la mort, le 24 août 1883, d'Henri d'Artois, duc de Bordeaux, qui avait pris le titre de comte de Chambord, s'éteignait le rameau aîné de la branche aînée des Bourbons : Jean de Bourbon, comte de Montizón, devenait le nouvel aîné des Bourbons. Ses aïeux, infants d'Espagne, avaient été protocolairement l'équivalent des fils de France (d'un rang supérieur aux princes du sang de France), mais n'étaient pas désignés dans l'Almanach royal par les appellations des membres de la maison de France depuis la renonciation de leur ancêtre Philippe V ; de plus, Montizón était espagnol, l'une des raisons qui allaient motiver l'adhésion d'une grande partie des royalistes français à Philippe d'Orléans, comte de Paris. Petit-fils de Louis-Philippe Ier et héritier des prétentions orléanistes, plus proche collatéral français du comte de Chambord, le chef de la maison d'Orléans se présenta, dès le 29 août, comme l'unique prétendant au trône royal de France et le nouveau chef de la maison de France. Si ses aïeux — pas plus que les Bourbons d'Espagne — n'avaient reçu, même après la mort du duc de Berry en 1714, de lettres patentes appelées lettres de proximité les déclarant héritiers présomptifs de la couronne (et dont le dernier bénéficiaire cité par Guyot avait été le duc d'Alençon), les ducs d'Orléans avaient été qualifiés de premiers princes du sang de France à partir de 1709 jusqu'à la fin de l'Ancien Régime et sous la Restauration ; leur ancêtre Philippe d'Orléans avait occupé la charge de régent — traditionnellement exercée par la reine, mère du roi mineur ou incapable, ou, à défaut, par le plus proche parent mâle ; et, contrairement aux descendants de Philippe V, les Orléans avaient encore, sous la Restauration, siégé à la Chambre des pairs, fonction à laquelle la qualité de prince du sang de France donnait droit.
Le comte de Chambord — qui avait rappelé dans son Manifeste du 25 octobre 1852 que « Pendant quatorze cents ans, seuls entre tous les peuples de l'Europe, les Français ont toujours eu à leur tête des princes de leur nation et de leur sang » — avait dit dès 1862 au vicomte Émile de La Besge, ainsi qu'il l'écrit dans ses souvenirs : « ce sont les princes d’Orléans qui sont mes héritiers légitimes ». Et, si, d'après Georges Poisson, il « ne reconnaîtra jamais le comte de Paris comme son héritier royal, observant une « absolue réserve » que ses représentants en France seront tenus de respecter », le chef de la maison de France avait déclaré, dans une interview au journal Liberté du 1er mars 1872, au cours de laquelle fut abordée la question d'une fusion dynastique (préparée depuis 1871, selon le marquis Dreux-Brézé) entre les branches de Bourbon et d'Orléans : « La fusion, est-ce qu'elle n'existe pas ? Les princes d'Orléans sont mes fils ». Philippe d'Orléans avait aussi œuvré dans ce sens, peu avant l'affaire du drapeau blanc : le 3 août 1873, lors d'une visite à l'aîné des Bourbons, il lui avait dit : « Je viens en mon nom, et au nom de tous les membres de ma famille, vous présenter mes respectueux hommages, non seulement comme au chef de notre maison mais comme au représentant du principe monarchique en France » ; et le prince, l’embrassant, lui aurait répondu : « Croyez, mon cousin, que je trouve tout naturel que vous conserviez les opinions politiques de votre famille, dans lesquelles vous avez été élevé. L’héritier du trône peut avoir ses idées comme le Roi a les siennes ». On relèvera l'opinion de Georges Poisson, selon lequel cette phrase prêtée à Chambord « n'a certainement jamais été prononcée [et] a peut-être été fabriquée par les Orléans » ; cet auteur ajoute que Chambord « croyait fermement que les aînés de la famille étaient les Bourbons d'Espagne, ce qu'ils étaient effectivement, et n'admettait pas le traité d'Utrecht : la couronne, don de Dieu, est indisponible, elle ne se négocie pas, elle vous échoit par primogéniture, et son titulaire ne peut en disposer à son gré ». En tout état de cause, dans une lettre adressée au vicomte de Rodez-Bénavent, député de l'Hérault, et datée du 19 septembre 1873, le prince parla bien d'un « grand acte » de « réconciliation » : « Quant à la réconciliation si loyalement accomplie dans la Maison de France, dites à ceux qui cherchent à dénaturer ce grand acte que tout ce qui s'est fait le 5 août a été bien fait dans l'unique but de rendre à la France son rang, et dans les plus chers intérêts de sa prospérité, de sa gloire et de sa grandeur. » L'aumônier du comte de Chambord, l'abbé Amédée Curé, rapporta une lettre du 19 mars 1872 qu'il reçut du comte de Cibeins, Léonor de Cholier, quelques jours après l'interview du prétendant au journal La Liberté, où Cholier écrivait : « le Roi ne se prononçait pas sur la pensée de l'héritier et j'avais compris, pour mon compte, que sans un Dauphin envoyé de Dieu, cet héritier était le prince qui serait déclaré Duc d'Anjou, c'est-à-dire Don Carlos ou Don Alphonse [deux Bourbons d'Espagne, fils du comte de Montizón], selon l'option de l'aîné entre les deux Couronnes », et dit que, la montrant à Henri d'Artois, il lui tint ces propos : « elle est parfaite, cette lettre. Je la signerais d'un bout à l'autre ». Au contraire d'un autre proche de Chambord, Léonce Dubosc de Pesquidoux, qui rapporta, de son côté, dans Le Comte de Chambord d’après lui-même que le prince lui avait déclaré, quelques jours après son entrevue avec Paris : « Sachez que, moi mort, M. le comte de Paris, eut-il méconnu l'héritage, est quand même l'héritier. La légitimité l'enserrera et il sera aussi légitime que moi ». Finalement, par une lettre datée du 23 octobre 1873, le chef de la Maison de Bourbon avait réitéré sa fidélité au drapeau blanc, et l'Assemblée, majoritairement opposée à l'abandon du drapeau tricolore, se résigna à prolonger le mandat du maréchal de Mac-Mahon, président de la toute récente IIIe République.
Cependant, revendiquant un ferme attachement au droit dynastique issu des lois fondamentales , et peu encline à se ranger derrière le descendant du régicide Philippe Égalité et de l'« usurpateur » Louis-Philippe, une minorité de légitimistes soutint que la prétendance devait passer du comte de Chambord aux Bourbons d'Espagne, devenus les aînés des Capétiens légitimes. Considérant que la renonciation de Philippe V devait être regardée comme nulle — de même que quelques royalistes avaient considéré comme nulles l'abdication de Charles X et la renonciation de son fils en 1830, contrairement aux (majoritaires) légitimistes dits « henriquinquistes », qui soutinrent les droits d' « Henri V » dès 1830 (soit avant les décès de ses grand-père et oncle) —, ces « Blancs d'Espagne », comme les appelèrent les autres royalistes, se rassemblèrent autour de l'aîné de ses descendants et nouveau chef de la maison de Bourbon. Il s'agissait donc de l'ex-infant espagnol Jean de Bourbon (1822-1887), comte de Montizón, en faveur duquel le comte de Chambord ne s'était pas prononcé, « laissant le choix, d'après Georges Poisson, au peuple français lui-même, guidé par la Providence ». Derrière le représentant (neveu (de)) de l'empereur d'Autriche, cet ancien prétendant carliste au trône d’Espagne avait pris la tête du cortège funèbre de son beau-frère Henri V — que le duc de Parme, lui-même neveu du défunt, avait décidé de lui abandonner —, ceint du cordon bleu,, de l'ordre du Saint-Esprit remis par la comtesse de Chambord (sœur de la comtesse de Montizón), le 3 septembre 1883 à Gorizia. De son côté, le comte de Paris avait fait savoir que « Madame la Comtesse de Chambord [laquelle détestait les Orléans, qu'elle qualifiait de « vautours »] ayant désiré que la cérémonie fût dirigée par les Princes étrangers, [il] ne se rendra[it] pas à Goritz. ».
Au nom d'« un sentiment de dignité nationale », le journal Le Drapeau blanc n'avait-il pas, du reste, martelé, dès le temps de la Restauration (le 6 mars 1820, soit trois semaines après que, le duc de Berry étant mort, la branche aînée se fut réduite à trois mâles dynastes : le roi, le comte d'Artois et le duc d'Angoulême), que « ce n'était pas à des Français à s'armer d'une clause [la renonciation de Philippe V] imposée par l'étranger, et dans son seul intérêt » ? Et Louis XVIII, soutenu (à tort) que la descendance de Philippe V restait française ?
Mais, selon le marquis de Dreux-Brézé (1826-1904) — qui avait été, de 1872 jusqu'à la mort du comte de Chambord, l'intermédiaire entre le chef de la maison de Bourbon et les comités royalistes dans 55 départements (plus de la moitié de la France), avant de se rallier au comte de Paris : « Si, dans son esprit, le droit à sa succession comme Roi de France avait reposé sur une autre tête que celle de Monsieur le Comte de Paris, Monsieur le Comte de Chambord, qui, plus que personne, connaissait les dispositions d'esprit de son parti, eût certainement combattu l'opinion qui, parmi les royalistes prévalait, dans la mesure dont nous parlions tout à l'heure, en faveur de ce prince. Il n'eût pas laissé s'enraciner une appréciation à ses yeux erronée ; il se fût refusé, avec la loyauté de son caractère, à prendre une part, même tacite au triomphe à venir de ce qu'il jugeait une usurpation ; il aurait cherché, par l'entremise de ses mandataires autorisés, à éclairer ses fidèles, à diriger leurs regards et leur dévouement vers le prince appelé à devenir leur Roi, ou, du moins, celui de leurs enfants. »
Ces « conseillers intimes » de Chambord : le comte de Blacas (qui avait été chargé de relever les « instructions destinées à guider les représentants, en France, de Monsieur le Comte de Chambord »), le baron de Raincourt, le comte de Monti, le comte de Chevigné et le comte de Damas, avaient fait savoir qu'ils « reconnaiss[aient] les droits de M. le comte de Paris à la succession de M. le comte de Chambord », dans une lettre publiée par Le Figaro le 6 septembre 1883, alors que la presse parisienne évoquait ce « groupe d'intransigeants qui pousserait don Juan [devenu le roi Jean III pour ces légitimistes non fusionnistes] à réclamer le trône de France » (ici étaient désignés Henri de Cathelineau, Maurice d'Andigné, Joseph du Bourg, Amédée Curé, Prosper Bole, le comte de Sainte-Suzanne, le comte de Cibeins, Alfred Huet du Pavillon...) — tandis que quelques légitimistes allaient se convertir au survivantisme, espérant une lignée royale cachée, fondée par Louis XVII, qui se serait perpétuée dans l'ombre (une sorte de sébastianisme à la française).
Dreux-Brézé résuma la question en ces termes : « Après la mort de Monsieur le Comte de Chambord, les royalistes, privés de leur chef, reconnurent presque immédiatement, fidèles en cela à leurs principes, les droits de tout temps, à mon avis incontestables, de Monsieur le Comte de Paris à la couronne de France. Quelques légitimistes, toutefois, s'essayèrent à contester ces mêmes droits et se refusèrent à conférer à Monsieur le Comte de Paris le titre d'héritier du Roi. En face de ce double fait et en raison du bruit qui se produisit durant quelques mois autour de cette opposition à la conduite, presque universelle du parti royaliste (je me sers à dessein du mot bruit car ces attaques n'eurent jamais de retentissement sérieux), je puis me regarder comme autorisé à intervenir, à mon tour ; il m'est permis de consigner ici, au moins pour les miens, mon sentiment sur l'opinion de Monseigneur à l'égard des droits de Monsieur le Comte de Paris et les motifs sur lesquels j'appuie ce sentiment. Monseigneur a toujours admis, telle est ma certitude, le droit de Monsieur le Comte de Paris à lui succéder sur le trône de France. Il fut toujours persuadé que la presque unanimité des légitimistes le considéreraient, après sa mort, comme son héritier. » Et le marquis, de fustiger cet « essai d'opposer au droit de Monsieur le Comte de Paris, une pensée intime de Monsieur le Comte de Chambord, pensée d'ailleurs présentée au public, pour la première fois, après la mort seulement de Monseigneur ».
Quant à Blacas, Raincourt, Monti, Chevigné et Damas — qui n'avaient pas voulu être associés aux « Blancs d'Espagne » formant « la petite église » réunie, autour de la veuve du prétendant (laquelle soutenait son beau-frère Montizón), dans sa résidence de Frohsdorf —, ils n'avaient pas manqué d'apporter « un démenti formel aux appréciations émises par le prétendu conseiller intime [du prince défunt], Maurice d'Andigné, qui n'a pu, en tout cas, que parler en son nom personnel » en prenant le parti du nouvel aîné des Bourbons.
De son côté, le père Prosper Bole, confesseur du comte de Chambord, devait enfin relater que le prétendant lui-même lui avait dit ne pouvoir admettre sa « si fausse interprétation », selon laquelle « les princes d'Anjou [descendants de Philippe V], à cause des renonciations [annexées aux traités d'Utrecht], ne pouvaient régner en France ».
Toujours est-il que, sous la bannière du chef de la maison d'Orléans, s'unit aux orléanistes la majorité des légitimistes dits « fusionnistes », qui admettaient le principe de la fusion dynastique, ou « Blancs d'Eu », ainsi que les qualifièrent leurs adversaires, d'après le nom du château du prétendant.

#### Exclusion des étrangers et vice de pérégrinité
C'est donc au comte de Paris, aîné des Capétiens légitimes de nationalité française, qu'il revint de porter les espoirs de la plupart des royalistes, : pour ces monarchistes, l'établissement définitif de Philippe V en Espagne (où naquirent ses enfants), acté par la révocation par Louis XIV (en 1713) des lettres patentes de 1700 lui conservant, ainsi qu'à ses hoirs, ses droits au trône de France et la qualité de régnicole, en avait fait de toute façon un étranger, frappé d'un vice de pérégrinité (incapacité affectant les étrangers ou aubains), l'excluant à jamais, tout comme ses descendants, de la succession royale.
Au moment de la mort de Charles IV, Philippe VI de Valois — dont le père, investi roi d'Aragon par le pape, n'y régna jamais — était le Capétien le plus proche par les mâles du défunt, et de ce fait il succéda au trône. Nicole Oresme, évêque de Lisieux et conseiller de Charles V, écrivait que « Tous François sunt d’un lignage, car ils ont aucune similitude ou affinité ou proceineté naturele communelment. [...] Et donques le roy qui est pere de ses subjects [...] doit avoir [...] unité ou convenience de lignage, comme dit est. Par quoy il s’ensuit que ce est inconvenient et chose desnaturele ou hors nature que un homme soit roy d’un royalme et qu’il soit de estrange païs ». S'agissant ici de l'accession au trône de Philippe VI et de l'impossibilité pour les mâles issus des filles des rois de France de revendiquer la succession, Jean-Aimar Piganiol de La Force, conseiller du roi et écrivain, évoquait dans son Introduction à la description de la France et au droit public de ce royaume l'application à la « succession au Trône » de l'adage latin Nemo plus iuris ad alium transferre potest quam ipse habet, ce « principe de droit commun [selon lequel] personne ne peut transporter à autrui un droit qu'il n'a point. ». Le roi Édouard III d'Angleterre (fils d'Isabelle, elle-même fille de Philippe IV le Bel), qui prétendait à la succession, n'était pas un Capétien, ni même le plus proche parent du défunt : si la succession au trône avait admis les mâles issus des filles des rois de France, Édouard n'était pas le mieux placé pour succéder à Charles IV, car Jeanne de France, fille aînée de Philippe V, avait un fils : Philippe de Bourgogne (né en 1323) — dont les droits éventuels auraient primé ceux d'Édouard, et qu'allaient naître en 1330 et en 1332 deux autres successeurs potentiels : le futur Louis II de Flandre, second petit-fils de Philippe V, et le futur Charles II de Navarre, petit-fils de Louis X. De surcroît, Édouard était roi d'Angleterre ; or, selon le continuateur du chroniqueur bénédictin Guillaume de Nangis, « ceux du Royaume de France ne pouvaient souffrir volontiers d'être soumis à la souveraineté des Anglais ».
Claude de Seyssel, juriste, théologien et diplomate au service de Louis XII, indiquait : « tombant en ligne féminine, [la succession au Trône] peut venir en pouvoir d’homme d’étrange nation, qui est chose pernicieuse et dangereuse : pourtant que celui qui vient d'étrange nation, qui est d'autre nourriture et condition, et a aultres meurs, autre langage et autre façon de vuire, que ceux du païs qu'il veut dominer ». Au début du XVIIe siècle, Jacques-Auguste de Thou, premier président du Parlement de Paris, grand-maître de la bibliothèque et historien du roi (et ami de Jean Bodin), écrivait, quant à lui, que « les Français excluent les femmes et leur postérité au trône de France, afin de ne pas être assujettis par leurs mariages, à la domination des princes étrangers ». L'évêque, prédicateur et écrivain Bossuet rappelait, dans son Oraison funèbre de la reine Marie-Thérèse que « La très Chrétienne Maison de France, par sa noble constitution, est incapable d’être assujettie à une famille étrangère ». En 1769, dans les notes historiques de son Siège de Calais, Pierre Laurent Buirette de Belloy parlait en ces termes de l'exclusion d'Édouard III d'Angleterre, qui est étranger : « Édouard reconnaissait la Loi Salique [...]. Mais [il] soutenait que la Loi Salique n'excluait les filles que par la faiblesse de leur Sexe ; et qu'ainsi les Mâles descendus des Filles n'étaient point dans le cas de l'exclusion. C'est à quoi l'on répondait avec avantage que la faiblesse du Sexe n'avait jamais été le fondement de la Loi [...]. On prouvait, avec la même évidence, que l'objet de la Loi Salique avait été d'écarter de la Couronne tout Prince Etranger ; puisque la Nation n'en avait jamais souffert sur le Thrône depuis la fondation de la Monarchie ». Et, en 1834, le comte de Ségur, dans son Histoire de France , martelait que, « si en France on s'était décidé à exclure les femmes, ce n'était point qu'on les jugeât incapables de régner ; mais le vrai motif était la crainte de voir le sceptre tomber dans les mains d'un prince étranger ». Même si la première mise en œuvre de l'exclusion des femmes (qu'on appellera a posteriori, loi salique), en 1316, s'opéra à l'encontre d'une princesse célibataire (Jeanne de France, fille de Louis X) ; quant à la seconde application de ce principe, en 1322, elle exclut de la succession au trône les quatre filles de Philippe V, dont aucune n'avait épousé un prince étranger (l'aînée était mariée au Capétien Eudes IV de Bourgogne, et la cadette avait épousé Louis de Dampierre, petit-fils et futur héritier du comte de Flandre). La loi salique « ne sera [...] « exhumée » qu’en 1358 par un moine de Saint-Denis nommé Richard Lescot et ne sera codifiée qu’en 1460, sous Charles VII sous le nom de « La loi salique, première loi des François, faite par le roi Pharamond, premier Roy de France » »,.
L'exclusion des « prince ou princesse estrangers » de la succession au trône de France devait être solennellement réaffirmée dans le contexte des guerres de religion. Après la mort d'Henri III, son héritier selon la loi salique était le roi Henri III de Navarre, souverain d'un pays étranger mais de lignage français (Capétien, fils d'Antoine de Bourbon, descendant direct de saint Louis), qualifié de premier prince du sang de France, où il vécut le plus souvent et où se trouvait l'essentiel de ses possessions. Mais, protestant, le monarque navarrais n'était pas accepté par les Ligueurs, qui voulaient abolir la loi salique et mettre sur le trône une Habsbourg espagnole catholique, l'infante Isabelle. Cette dernière était petite-fille du roi de France Henri II, mais par sa mère, Élisabeth de France (qui avait épousé le roi d'Espagne Philippe II). Le parlement de Paris rendit alors son célèbre arrêt  Lemaistre, le 28 juin 1593, qui « annul[ait] tous traités faits ou à faire qui appelleraient au trône de France un prince ou une princesse étrangère, comme contraire à la loi salique et autres lois fondamentales de l'état » et réaffirmait avec force, en application desdites « loi salique et autres lois fondamentales de l'état », le principe de l'exclusion des princes étrangers du trône de France (ici, les Habsbourg mais aussi les Savoie, car la sœur cadette de l'infante Isabelle avait épousé le duc de Savoie, Charles-Emmanuel Ier, dont elle avait déjà six enfants) en même temps qu'il consacrait la loi de catholicité. En effet, dans cet arrêt prononcé en séance plénière, les parlementaires rappelèrent par deux fois les conditions posées par les lois fondamentales pour déclarer le nouveau roi, qui devait être catholique et français : « maintenir la religion catholique, apostolique et romaine et l'état et couronne de France, sous la protection d'un bon roi très chrestien, catholique et françois » et « Que les lois fondamentales de ce royaume soient gardées [...] pour la déclaration d'un roi Catholique et français [...] ; et qu'il y ait à employer l'autorité [...] pour empescher que sous prétexte de la religion, [la couronne] ne soit transférée en main étrangère contre les lois du royaume ». Il y avait dans l'arrêt Lemaistre, comme l'a souligné l'universitaire Jean-François Noël, au-delà de l'appartenance au « sang royal » de France, une « claire exigence « française » de l'attendu ».
En illustrant son propos d'un exemple carolingien (antérieur aux lois fondamentales, qui s'imposèrent sous les Capétiens), André Favyn, écrivain héraldiste, avocat au Parlement de Paris, conseiller du roi, disait que « la Noblesse de France [...] n’a jamais voulu recognoistre Prince Estranger pour son Roy; voire fust-il du Sang de France ». Favyn parlait ici d'Arnulf de Carinthie, un bâtard carolingien devenu roi des Francs orientaux (puis empereur) après la déposition de son oncle Charles III le Gros, et que la noblesse de Francie occidentale ne reconnut pas pour roi, lui préférant Eudes, comte d'Anjou (un Robertien, grand-oncle d'Hugues Capet) ; car, comme il le rappelait[citation nécessaire], sous les deux premières dynasties, mérovingienne et carolingienne, les bâtards n'étaient pas inaptes à succéder au trône. Selon cet auteur, le principe même de l'exclusion des étrangers a présidé à l'accession au trône de la dynastie capétienne. Tout comme pour Eudes de Mézeray : l'historien expliquait, lui, que Charles de Lorraine (compétiteur d'Hugues Capet) « s'estoit destitué luy-même en se rendant estranger ».
Le courtisan et mémorialiste Saint-Simon,,
« partisan déterminé des renonciations » réciproques de Philippe V et des princes français, préalable aux traités d'Utrecht, professait dans son papier consacré à la dignité de duc et pair que : « le Roy [...] est François, et ne le fust il pas né, il le devient dans l'instant qu'il est devenu Roy de France reconnu et légitime ». Au contraire, dans la Conférence d'un Anglois et d'un Allemand sur les lettres de Filtz Moritz, dialogue imaginaire qu'il a composé, l'abbé Brigaud, disait qu' « Un Prince du Sang de France perd son Droit à la Couronne, par un acte volontaire [d'expatriation]. Ainsi Charles, Fils de France, en prenant le Duché de (la basse) Lorraine, perdit légitimement par le seul fait, le titre légitime qu'il avait auparavant, lui et ses Enfants, à la Couronne de France. » ; car « Le premier devoir [d'un] Prince du Sang de France, [est] d'obéir aux Rois de France et de servir la France ». Et l'abbé de Margon dans ses Lettres publiées sous le pseudonyme de Filtz Moritz (cité par Brigaud), ajoutait : « Un Prince du Sang [expatrié] qui a perdu le droit de succéder à la Couronne, ne peut le transmettre à sa postérité », ses descendants étant, comme leur aïeul, « absolument pour toujours, indignes de la Couronne de France », terminait Brigaud .
Philippe-Antoine Merlin de Douai, procureur général à la Cour de cassation, citait dans son Répertoire de jurisprudence le résumé fait par son collègue Lebret des incapacités frappant, par principe, les étrangers dans l'ancien droit : « Voyons quels sont les effets que produit le droit d'aubaine. Le premier est qu'il rend tous étrangers incapables de tenir des états, offices et des bénéfices dans [le] royaume. [...] Davantage, le même droit ôte encore à l'étranger le droit de disposer de ses biens par testament et le rend incapable de succéder à ses propres parents qui résident en France ». Par son ordonnance de 1669, montrant l'importance en cette matière du critère de l'« établissement stable et sans retour », Louis XIV avait disposé : « Défendons à tous nos sujets de s'établir sans notre permission dans les pays étrangers, par mariages, acquisitions d'immeubles, transport de leurs familles et biens, pour y prendre établissement stable et sans retour, à peine de confiscation de corps et biens, et d'être réputés étrangers. » Ce roi, évoquant la renonciation (à venir) de son petit-fils dans sa lettre du 18 mai 1712, adressée à son ambassadeur à Madrid, disait que « Le roi d’Espagne [serait] regardé pour lors comme étranger ».
Le jurisconsulte Robert-Joseph Pothier (1699-1772) écrivait sur le droit du régnicolat : « Les enfants nés hors de France de François expatriés, ne sont privés des droits de Regnicole, qu'autant qu'ils demeurent en Pays étranger. S'ils viennent en France, ils recouvrent tous les droits de Citoyens. ». Louis XVIII soutint en son temps que la postérité de Philippe V restait Française — ainsi, plus tard, qu'un descendant des Bourbons d'Espagne, Sixte de Bourbon-Parme, dans sa thèse de doctorat de droit, le 26 mai 1914 —, bien que ni Philippe V ni ses enfants ne fussent revenus vivre en France. Aussi, par un arrêt de 1932, la cour d'appel d'Orléans a constaté que le duc d'Anjou, « en acceptant la Couronne Royale d'Espagne, et en fixant de façon définitive son domicile hors de ce pays [hors de France], ce qui était une conséquence inéluctable de son accession au trône [espagnol], a[avait] perdu la nationalité française ; [et] qu'alors même qu'il eût conservé cette nationalité, ses enfants nés en Espagne, c'est-à-dire hors de France, auraient été ipso facto des étrangers, étant donné le principe du droit français alors en vigueur [...] ».
Il convient d'aborder maintenant le problème de l'application aux princes du droit d'aubaine. À un premier projet (de 1713) de lettres patentes pour l'enregistrement des renonciations de Philippe V à la couronne de France (et destinées à révoquer celles de 1700 lui conservant ses droits et la qualité de régnicole), ainsi rédigé : « la première qualité essentielle pour estre assis sur le Throsne de France et pour porter la [...] Couronne est la qualité de François, que la naissance [...] donne et que tous [...] sujets habitans en pays estrangers, leurs enfans lorsqu'ils y naissent, soit Princes [du] sang [de France], soit autres quels qu'ils soient, ne peuvent mesme recueillir la moindre succession dans nostre Royaume [en France] si ce défaut n'est corrigé par nos lettres », Henri François d'Aguesseau, procureur général au Parlement de Paris, avait fait les réserves suivantes : « On n'a point mis jusques à présent, dans la bouche de nos Roys, cette maxime qui suppose qu'un Prince est incapable de succéder à une couronne à laquelle la voix de la nature l'appelle parce qu'il est né ou qu'il demeure dans un pays estranger. On a bien prétendu que le droit d'aubaine devoit avoir lieu contre les souverains mesmes, lorsqu'ils vouloient recueillir une succession particulière ouverte dans ce Royaume et Mr Dupuy [le juriste et auteur Pierre Dupuy, neveu du président de Thou et conseiller d'État], qui a esté le grand deffenseur de cette opinion avec peu de succès dans la cause de Mr de Mantoüe, est luy-mesme forcé d'avouer que cette maxime [...] est née au plus tost sous le règne de Charles 8 » et « les maximes fondamentales de l'Estat et cette espèce de substitution perpétuelle qui appelle successivement les Princes du sang chacun dans leur ordre à la Couronne, valent bien des lettres de naturalité ». Ce magistrat craignait que, réciproquement, les « prétentions [des] Roys [de France] sur des couronnes estrangères » ne soient à l'avenir repoussées sur ce fondement. Il considérait aussi que les lettres dont avait bénéficié Henri III lui conservant ses droits au trône de France et la qualité de régnicole, quand il partit régner sur la Pologne (où il avait été élu roi en 1573, avant de revenir ceindre la couronne de France), étaient « de précaution et non pas de nécessité » — au contraire de l'abbé Brigaud, qui soutint que les princes expatriés bénéficiaires de telles lettres s'étaient ainsi « précautionnez pour ne point perdre le Droit, dont la qualité de Prince Etranger à l'égard de la France, les privait de plein droit et sans ressource, eux et leur Postérité ». Confirmant les points de vue de Brigaud et de Pierre Dupuy, Jean-Baptiste Denisart, procureur au Grand Châtelet, fit dans sa Collection de décisions nouvelles et de notions relatives à la jurisprudence actuelle cette démonstration, en contradiction avec les observations du procureur général d'Aguesseau : « Le droit d'aubaine [...] s'étend jusques aux princes étrangers. La preuve s'en tire de l'exemple de plusieurs souverains de l'Europe, qui ont en différens tem obtenu des lettres de naturalité de nos Rois. » Ce jurisconsulte citait les cas suivants : René II, duc de Lorraine, et son fils Claude ; Laurent de Médicis et sa fille Catherine ; le duc de Mantoue et sa famille ; Guillaume, duc de Juliers ; Henri III, d'abord roi de Pologne (lettres lui conservant, nonobstant son séjour en ce pays, ses droits et la qualité de régnicole et qui, dit Denisart, permirent à ce prince et à ses hoirs éventuels de ne pas être « exclus de la couronne » de France) ; Philippe V (lettres semblables, révoquées en 1713, comme on l'a vu, à la suite de sa renonciation) ; Vincent Ier, duc de Mantoue, et ses deux fils, ainsi que Charles Ier de Mantoue. « Plusieurs arrêts ont d'ailleurs décidé, continuait cet auteur, que les princes souverains étaient sujets au droit d'aubaine. » Et de mentionner les arrêts du 15 mars 1601 (cause perdue par le duc de Modène, qui se vit appliquer le droit d'aubaine, pour les duché de Chartres, terres de Gisors et Montargis), du 3 août 1651 (cause gagnée par Charles II de Mantoue « parce qu'il avait obtenu des lettres de naturalité », et qui put entrer en possession des duchés de Nivernais, de Mayenne et de Rethel), etc.

#### Conclusion
Sont donc exclus de l'ordre orléaniste de succession au trône de France les Capétiens étrangers et leurs descendants, même redevenus français (ce qui est notamment le cas des actuels aînés des Bourbons légitimes, franco-espagnols depuis le XXe siècle, ainsi que de certains rameaux des Bourbons dits de Parme) et les Capétiens ayant abdiqué leurs droits,.
À « Philippe VII » (et non plus « Louis-Philippe II », en raison de la « fusion »), comte de Paris, décédé en 1894, succéda son fils « Philippe VIII » (1869-1926), nouvel aîné des Capétiens légitimes demeurés continûment français et appelé duc d'Orléans.

### L'ordre de succession depuis 1900

#### Le prudent «pacte de famille» de 1909 ou la candidature des Orléans-Bragance à une éventuelle succession à la prétendance orléaniste
Considérant que tout étranger (même capétien) était exclu de la succession au trône de France, ainsi qu'on l'a vu, les descendants des Orléans de nationalité étrangère furent, eux aussi, écartés de l'ordre orléaniste de succession : il s'agissait des Orléans-Galliera (issus du duc de Montpensier, espagnols en raison du mariage de Montpensier avec une infante d'Espagne) et des Orléans-Bragance (issus du comte d'Eu, brésiliens en raison du mariage de Gaston d'Eu avec la princesse héritière du Brésil).
C'est en 1909, sous la prétendance de Philippe, duc d'Orléans, que fut conclu l'accord familial entre Orléans appelé « pacte de famille ». Ce dernier sanctionna le vice de pérégrinité frappant les princes d'Orléans-Bragance, tout en prenant acte (donc sans l'approuver ni ne le désapprouver) de l'engagement solennel du comte d'Eu et de ses fils de « ne faire valoir de prétentions à la Couronne de France et à la position de Chef de la Maison de France qu'en cas d'extinction totale de toutes les branches princières françaises composant actuellement la Maison de France ». Le pacte réglait également les questions de préséances dans le cadre familial et privé de la maison d'Orléans.
Selon Alfred de Gramont dans son journal intime, la décision fut prise pour deux raisons : d'une part, pour apaiser des jalousies familiales visant à exclure le comte d'Eu et les princes d'Orléans-Bragance, alors qu'ils ne règnaient plus sur le Brésil, mais aussi sous l'influence nationaliste de l'Action française.
À « Philippe VIII », duc d'Orléans, prétendant jusqu'à sa mort sans descendance en 1926, succédèrent ses plus proches parents mâles : son cousin germain « Jean III », connu comme le duc de Guise (1874-1940), puis l'unique fils de ce dernier, « Henri VI », dit le comte de Paris (1908-1999). Celui-là même qui, par ses décrets, tenta de modifier à plusieurs reprises l'ordre de succession.

#### Les décisions dynastiques prises parHenri d'Orléans (1908-1999), comte de Paris
« Henri VI », comte de Paris, tenta à plusieurs reprises de modifier l'ordre successoral à l'intérieur de la maison d'Orléans.
Ses fils Michel et Thibaut furent tour à tour exclus de la succession dynastique par le comte de Paris en 1967 et 1973. Il considérait, en effet, qu'un prince de France devait soumettre son projet de mariage au chef de la maison de France ; faute de quoi, le prince en question perdait ses droits dynastiques. Le comte de Paris formalisa cette règle par son acte du 14 février 1967. Or, ni Michel, ni Thibaut, n'avaient demandé cet accord à leur père, ce dont ce dernier prit acte. Toutefois, en signe de réconciliation familiale mais non dynastique, le 10 décembre 1976, le comte de Paris accorda le titre de comte d'Évreux à son fils Michel, et celui de comte de La Marche à son fils Thibaut, avec la possibilité pour leurs épouses de porter le titre de leur mari. Un précédent mariage d'un prince d'Orléans n'avait pas reçu l'approbation du chef de maison (alors le duc de Guise) : il s'agissait de l'union de Charles-Philippe d'Orléans (1905-1970), duc de Nemours, avec l'Américaine Marguerite Watson, mais le duc et la duchesse ne devaient pas avoir d'enfants,. Ces mariages ne sauraient être regardés comme morganatiques, cette notion étant absente du droit dynastique français.
Le 25 septembre 1981, Henri d'Orléans exclut son petit-fils aîné, François, du fait de son handicap s'appuyant sur le précédant du prince Eudes de France, fils cadet du roi Robert II le Pieux.
Plus tard, en 1984, le comte de Paris exclut également son fils aîné, Henri d'Orléans (alors comte de Clermont), de la succession, du fait de son divorce d'avec la princesse Marie-Thérèse de Wurtemberg et de son remariage civil avec Micaela Cousiño y Quiñones de León. Le prétendant à la couronne considérait en effet qu'en divorçant et en se remariant, son fils aîné avait transgressé le principe de catholicité et s'était donc exclu de lui-même de l'ordre successoral. Le comte de Clermont n'avait pas non plus demandé l'accord de son père pour se marier une seconde fois ; le comte de Paris visa donc l'acte de 1967, comme pour l'exclusion de Michel et Thibaut d'Orléans.
En 1987, le chef de la maison d'Orléans proclama son petit-fils Jean d'Orléans, duc de Vendôme, héritier du trône de France à la place de son père (rétrogradé au rang de comte de Mortain) et de son frère aîné, le prince François d'Orléans, souffrant d'un lourd handicap mental. Le comte de Clermont refusa la modification de l'ordre successoral, considérant, comme il le dit pendant le journal télévisé le soir des cérémonies d'Amboise, que la demande de l'accord du chef de la maison de France avant le mariage d'un membre de sa famille n'était qu'une politesse. Le comte de Clermont n'usa d'ailleurs jamais du titre de comte de Mortain, que son père lui avait octroyé.
À partir de 1990, les relations s'apaisèrent entre le comte de Paris et son fils aîné, réintégré par le chef de la maison d'Orléans dans l'ordre de succession. La question du remariage de l'actuel prétendant, connu aujourd'hui comme le comte de Paris, duc de France, devait être définitivement réglée, des années plus tard, par l'annulation du premier mariage religieux d'« Henri VII » et ses secondes noces catholiques. 

#### Les décisions dynastiques prises parHenri d'Orléans (1933-2019), comte de Paris, duc de France
Devenu chef de maison à la mort de son père en 1999, le nouveau comte de Paris et duc de France, revint sur les exclusions prononcées par son père. Considérant que « nul n'a le pouvoir de modifier l'ordre dynastique et d'écarter de la succession un prince de sang royal de France sauf à accepter son abdication dûment signée », le prétendant reintégra dans l'ordre successoral son fils aîné le prince François et son frère le prince Michel d'Orléans ; acceptant a posteriori les mariages de ses frères, il y intégra également les descendants de Michel, ainsi que son neveu Robert (seul fils survivant du défunt Thibaut d'Orléans). « Henri VII » rangea la branche du prince Michel après celle du prince Jacques (pourtant son jumeau cadet) dans l'ordre de succession, et il est vrai que juristes et médecins ont beaucoup débattu, jadis, de l'application du droit d'aînesse aux frères jumeaux : parfois, on privilégia le premier né ; plus souvent, suivant la coutume populaire, la jurisprudence pencha pour le second, réputé le premier conçu.
Le 18 mai 2016, le comte de Paris, préparant sa succession, rappela via le magazine Point de vue qu'il reconnaissait comme son héritier à la tête de la « maison de France » son fils aîné, le comte de Clermont, et ce malgré son handicap, son exclusion étant contraire aux lois fondamentales. Il ajouta que François d'Orléans, lorsqu'il deviendrait chef de maison à sa mort, serait entouré d'un « conseil de régence » composé de son frère Jean d'Orléans, duc de Vendôme (déjà « régent du dauphin » depuis le 6 mars 2003), de son oncle Jacques d'Orléans, duc d'Orléans, de son cousin germain Charles-Louis d'Orléans, duc de Chartres, et de deux personnes issues de la société civile.
Le prince Jean, par un communiqué daté du 1er août 2016, contesta les dispositions de son père et fit savoir qu'il serait le prochain « chef de la maison de France » à la suite de son père. Il cita un « acte souverain » du défunt comte de Paris (1908-1999) daté du 25 septembre 1981, par lequel il excluait le prince François de la succession dynastique, sans possibilité d'y revenir. Le 31 décembre 2017, le décès de François d'Orléans, sans descendance et avant son père, a éteint cette dernière querelle dynastique. L'héritier présomptif de la prétendance depuis cette date, Jean d'Orléans, est devenu, le 21 janvier 2019, l'aîné des Capétiens légitimes demeurés continûment français et le nouveau prétendant orléaniste au trône de France ; le 2 février suivant, il reprend le titre de comte de Paris.

#### Les décisions dynastiques prises parJean d'Orléans (1965), comte de Paris
Le 26 juillet 2023, apprenant le divorce et le prochain remariage civil de son cousin germain, le prince Charles-Philippe d'Orléans (1974), duc d'Anjou, le comte de Paris annonce qu'il ne reconnaîtra pas le remariage civil avec Naomi-Valeska Kern. Il rappelle que « le droit dynastique de la maison royale [ne reconnaît que] les règles de l'Église de Rome ». Il ajoute que « leurs enfants éventuels ne seront pas dynastes et ne pourront prétendre à aucun titre, prédicat ou prérogative attachés à la maison de France ».

## Ordre de succession actuel
N.B. : Les titres portés actuellement par les membres de la maison d’Orléans sont des titres de courtoisie. Ils sont tolérés, mais n’ont aucune existence juridique, le chef de la maison d’Orléans n’ayant pas, au regard des lois de la République, la faculté d’octroyer des marques d’honneur et de distinction ou des titres.

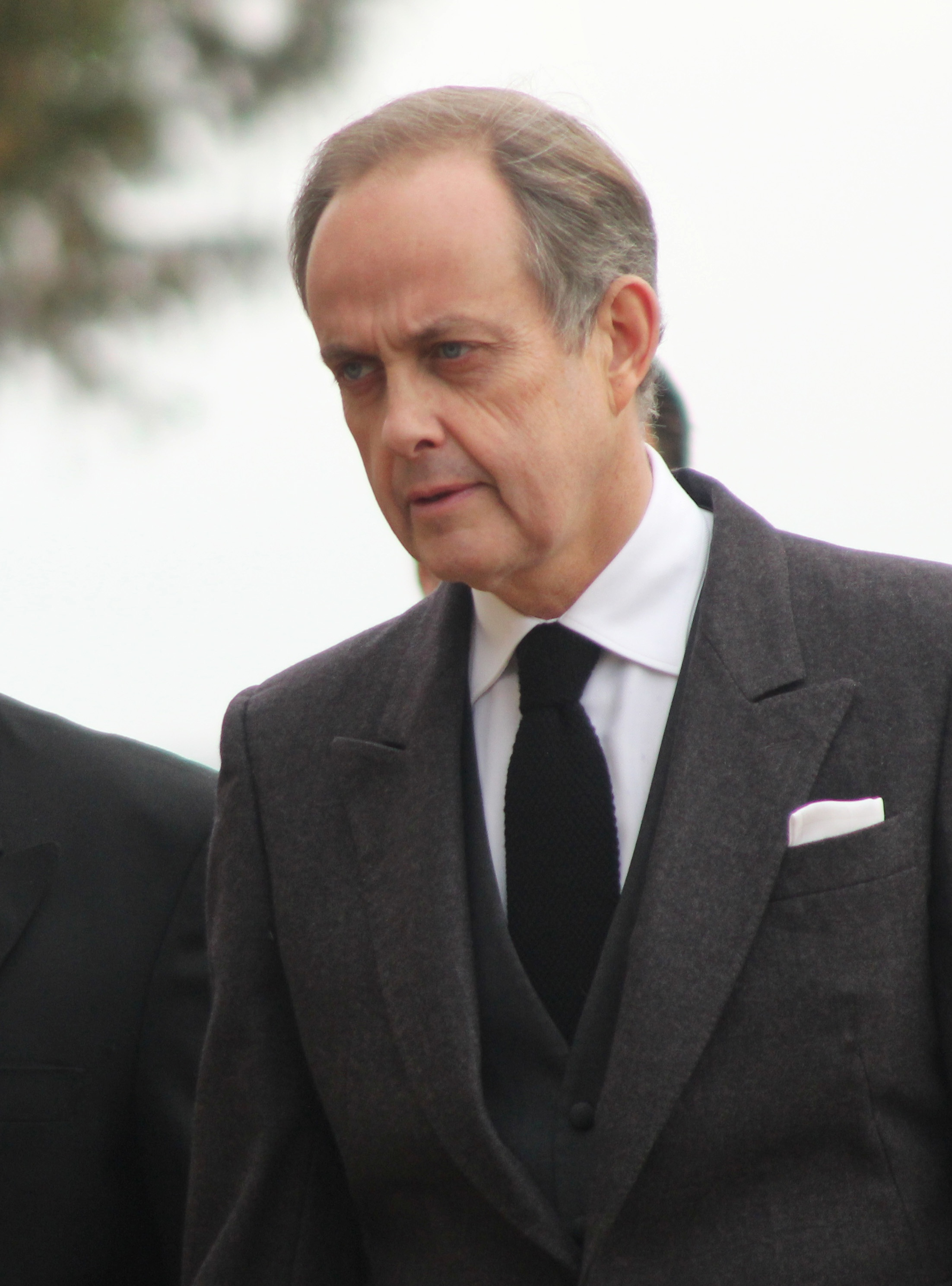
Jean d'Orléans (1965)

Louis XIII, roi de France → Philippe de France, duc d'Orléans → Philippe d'Orléans, duc d'Orléans → Louis d'Orléans, duc d'Orléans → Louis-Philippe d'Orléans, duc d'Orléans → Louis-Philippe d'Orléans, duc d'Orléans → Louis-Philippe Ier, roi des Français → Ferdinand-Philippe d'Orléans, duc d'Orléans → Robert d'Orléans, duc de Chartres → Jean d'Orléans, duc de Guise → Henri d'Orléans, comte de Paris → Henri d'Orléans, comte de Paris, duc de France
1. Gaston d'Orléans (2009), dauphin de France, fils du comte de Paris
2. Joseph d'Orléans (2016), fils du comte de Paris
3. Alphonse d'Orléans (2023), fils du comte de Paris
4. Eudes d'Orléans (1968), duc d'Angoulême, fils du comte de Paris
5. Pierre d'Orléans (2003), fils du duc d'Angoulême

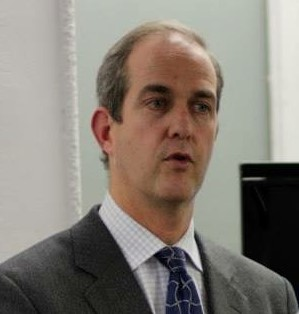
Eudes d'Orléans (1968)

Louis XIII, roi de France → Philippe de France, duc d'Orléans → Philippe d'Orléans, duc d'Orléans → Louis d'Orléans, duc d'Orléans →Louis-Philippe d'Orléans, duc d'Orléans → Louis-Philippe d'Orléans, duc d'Orléans → Louis-Philippe Ier, roi des Français → Ferdinand-Philippe d'Orléans, duc d'Orléans → Robert d'Orléans, duc de Chartres → Jean d'Orléans, duc de Guise → Henri d'Orléans, comte de Paris
1. Jacques d'Orléans (1941), duc d'Orléans, fils d'Henri d'Orléans, comte de Paris
2. Charles-Louis d'Orléans (1972), duc de Chartres, fils du duc d'Orléans
3. Philippe d'Orléans (1998), « Premier prince du sang », fils du duc de Chartres
4. Constantin d'Orléans (2003), fils du duc de Chartres
5. Foulques d'Orléans (1974), comte d'Eu, duc d'Aumale, fils du duc d'Orléans
6. Michel d'Orléans (1941), comte d'Évreux, fils d'Henri d'Orléans, comte de Paris
7. Charles-Philippe d'Orléans (1973), duc d'Anjou, fils du comte d'Évreux
8. François d'Orléans (1982), comte de Dreux, fils du comte d'Évreux
9. Philippe d'Orléans (2017), fils du comte de Dreux
10. Raphaël d'Orléans (2021), fils du comte de Dreux
11. Nicholas d'Orléans (2025), fils du comte de Dreux

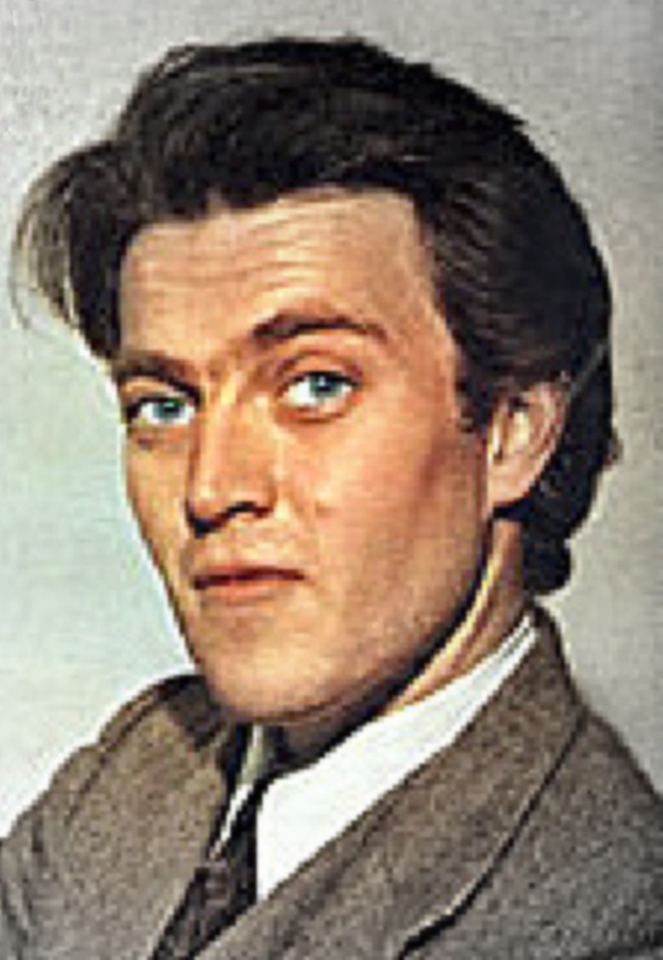
Jacques d'Orléans (1941)
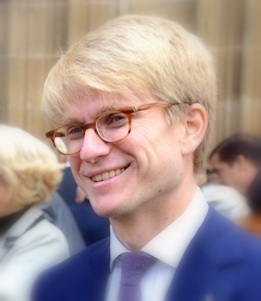
Charles-Louis d'Orléans (1972)
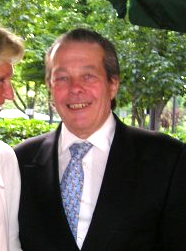
Michel d'Orléans (1941)

Louis XIII, roi de France → Philippe de France, duc d'Orléans → Philippe d'Orléans, duc d'Orléans → Louis d'Orléans, duc d'Orléans → Louis-Philippe d'Orléans, duc d'Orléans → Louis-Philippe d'Orléans, duc d'Orléans → Louis-Philippe Ier, roi des Français → Ferdinand-Philippe d'Orléans, duc d'Orléans → Robert d'Orléans, duc de Chartres → Jean d'Orléans, duc de Guise → Henri d'Orléans, comte de Paris → Thibaut d'Orléans, comte de la Marche
1. Robert d'Orléans (1976), comte de la Marche, fils de Thibaut d'Orléans, comte de la Marche

| Tous ceux qui précèdent sont des descendants d'Henri d'Orléans, comte de Paris |
| ------------------------------------------------------------------------------ |

## Arbre récapitulatif
- Louis XIII, roi de France de 1610 à 1643 (1601-1643) 
  -  Louis XIV, roi de France de 1643 à 1715 (1638-1715) 
    - Louis de France, dauphin de France (1661-1711) 
      - Louis de France, duc de Bourgogne puis dauphin de France (1682-1712) 
        -  Louis XV, roi de France de 1715 à 1774 (1710-1774) 
          - Louis de France, dauphin de France (1729-1765) 
            -  Louis XVI, roi de France de 1774 à 1791, roi des Français de 1791 à 1792 (1754-1793) 
              -  Louis XVII (1785-1795) 

            -  Louis XVIII, roi de France de 1814 à 1815, et de 1815 à 1824 (1755-1824) 
            -  Charles X, roi de France de 1824 à 1830 (1757-1836) 
              -   Louis XIX (1836-1844)
              - Charles-Ferdinand d'Artois, duc de Berry (1778-1820)
                -  Henri V (1844-1883)

      - Philippe V, roi d'Espagne (1683-1746), roi d’Espagne
        - Descendance d'Bourbon-Anjou, exclu en raison de ses renonciations au traité d'Utrecht

  - Philippe de France, duc d'Orléans (1640-1701) 
    - Philippe d'Orléans, duc d'Orléans et régent du Royaume de 1715 à 1723 (1674-1723) 
      - Louis d'Orléans, duc d'Orléans (1703-1752) 
        - Louis-Philippe d'Orléans, duc d'Orléans (1725-1785) 
          - Louis-Philippe d'Orléans, duc d'Orléans (1747-1793) 
            -  Louis-Philippe Ier, roi des Français de 1830 à 1848 (1773-1850) 
              - Ferdinand-Philippe d'Orléans, prince royal, duc d'Orléans (1810-1842) 
                -  Philippe VII (1838-1894) 
                  -  Philippe VIII (1869-1926) 

                - Robert d'Orléans, duc de Chartres (1840-1910) 
                  -  Jean III (1874-1940) 
                    -  Henri VI (1908-1999) 
                      -  Henri VII (1933-2019)
                        -  Jean IV, (1965)
                          - (1) Gaston d'Orléans, dauphin de France (2009)
                          - (2) Joseph d'Orléans (2016)
                          - (3) Alphonse d'Orléans (2023)

                        - (4) Eudes d'Orléans, duc d'Angoulême (1968)
                          - (5) Pierre d'Orléans (2003)

                      - (6) Jacques d'Orléans, duc d'Orléans (1941)
                        - (7) Charles-Louis d'Orléans, duc de Chartres (1972)
                          - (8) Philippe d'Orléans (1998)
                          - (9) Constantin d'Orléans (2003)

                        - (10) Foulques d'Orléans, comte d'Eu, duc d'Aumale (1974)

                      - (11) Michel d'Orléans, comte d'Evreux (1941)
                        - (12) Charles-Philippe d'Orléans, duc d'Anjou (1973)
                        - (13) François d'Orléans, comte de Dreux (1982)
                          - (14) Philippe d'Orléans (2017)
                          - (15) Raphaël d'Orléans (2021)
                          - (16) Nicolas d'Orléans (2025)

                      - Thibaut d'Orléans, comte de La Marche (1948-1983) 
                        - (17) Robert d'Orléans, comte de La Marche (1976)

              - Louis d'Orléans, duc de Nemours (1814-1896) 
                - Gaston d'Orléans, comte d'Eu (1842-1922) 
                  - Descendance d'Orléans-Bragance, exclue du fait de sa naturalisation en tant qu'époux de la princesse impériale du Brésil

              - Antoine d'Orléans, duc de Montpensier (1824-1890) 
                - Descendance d'Orléans-Galliera, exclue du fait de sa naturalisation en tant qu'infant d'Espagne le 10 octobre 1859[102]

## Membres théoriques de la famille royale
Sous la monarchie française, la liste des membres de la famille royale française était la suivante :
- le roi ;
- la reine ;
- les reines douairières ;
- le dauphin ;
- la dauphine ;
- les fils de France et leurs épouses, par ordre de primogéniture mâle ;
- les filles de France, au rang de leurs frères ou de leur père ;
- les petits-fils de France et leurs épouses, par ordre de primogéniture mâle ;
- les petites-filles de France, au rang de leurs frères ou de leur père.

Venaient ensuite, juste après la famille royale (et avant les légitimés) :
- les princes du sang et leurs épouses, par ordre de primogéniture mâle ;
- les princesses du sang, au rang de leurs frères ou de leur père.

Ce qui donne, actuellement, pour les Orléanistes :

### Enfants de Jean d'Orléans, comte de Paris
- Jean d'Orléans (1965), comte de Paris
  - Philomena de Tornos y Steinhart (1977), épouse du précédent
    - Gaston d'Orléans (2009), (fils du comte de Paris), dauphin de France
    - Antoinette d'Orléans (2012), (fille du comte de Paris)
    - Louise-Marguerite d'Orléans (2014), (fille du comte de Paris)
    - Joseph d'Orléans (2016), (fils du comte de Paris)
    - Jacinthe d'Orléans (2018), (fille du comte de Paris)
    - Alphonse d'Orléans (2023), (fils du comte de Paris)

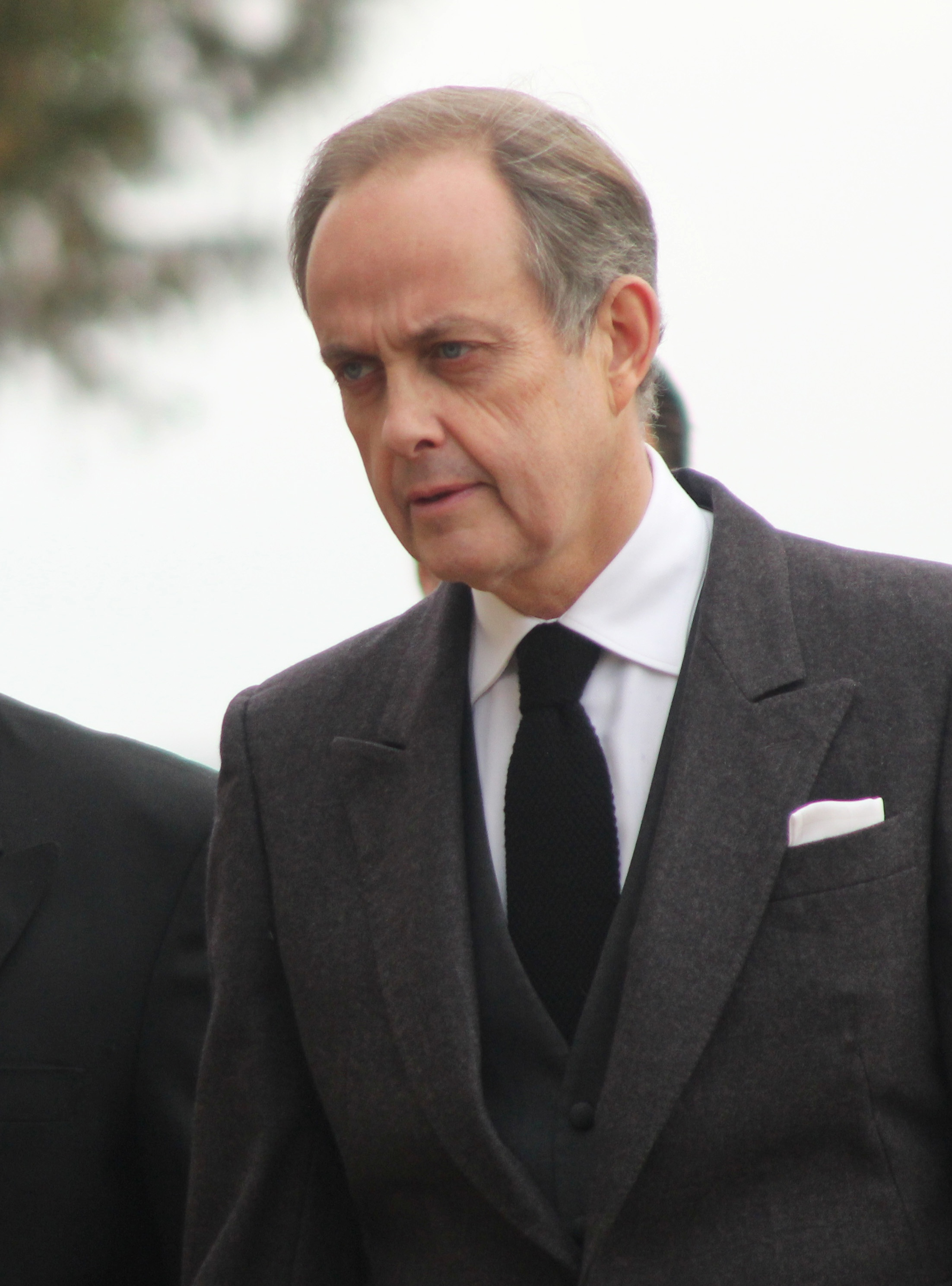
Jean d'Orléans (1965)
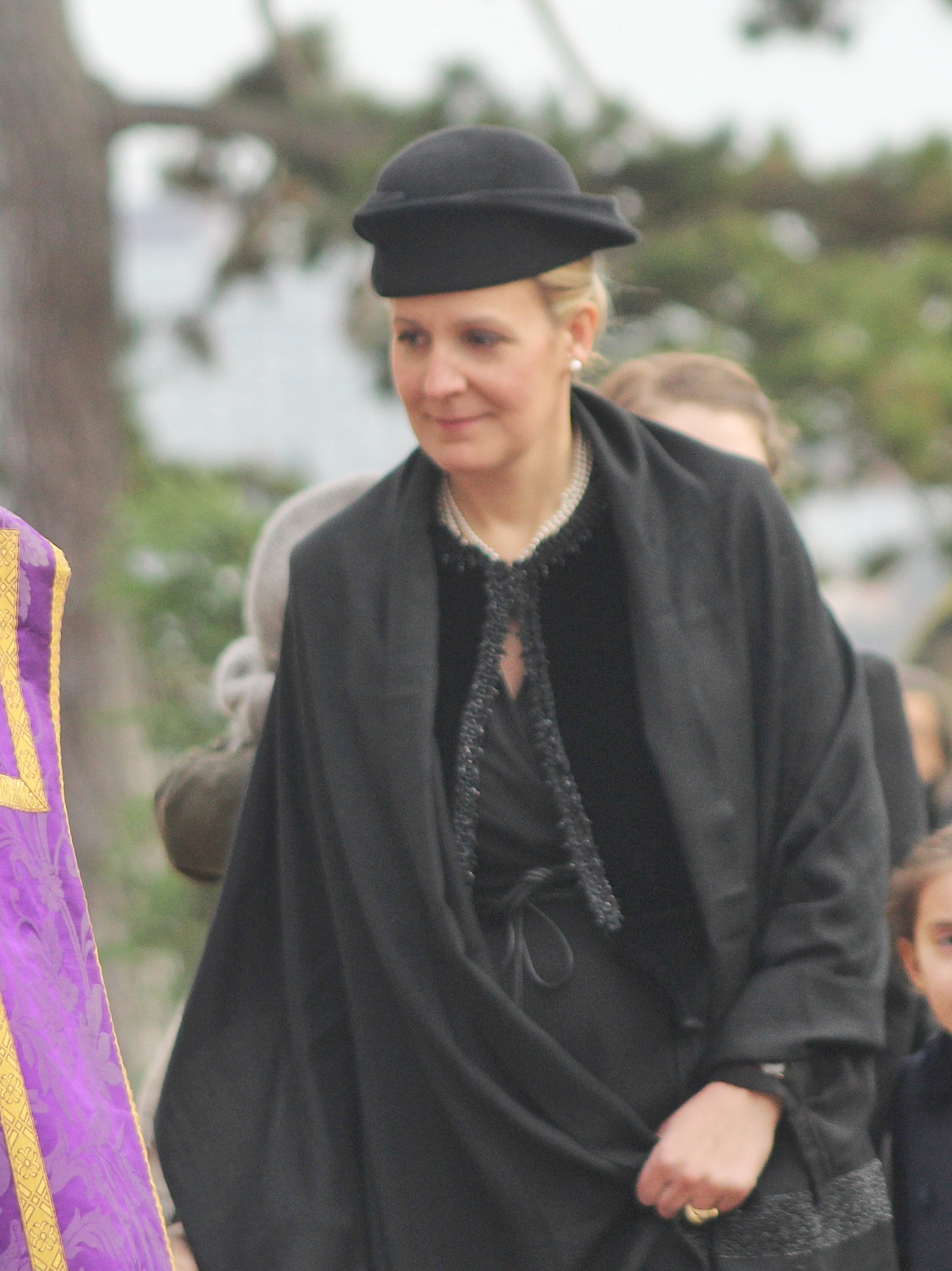
Philomena de Tornos y Steinhart (1977)

### Enfants et petits-enfants d'Henri d'Orléans, comte de Paris, duc de France
- Marie-Thérèse de Wurtemberg (1934), duchesse de Montpensier, première épouse d'Henri d'Orléans, comte de Paris, duc de France, mère du duc de Vendôme.
  - Marie d'Orléans (1959), princesse de Liechtenstein (fille aînée d'Henri d'Orléans, comte de Paris, duc de France)
  - Blanche d'Orléans (1962), (fille cadette du comte de Paris, duc de France)
  - Eudes d'Orléans (1968), duc d'Angoulême (frère du duc de Vendôme)
  - Marie-Liesse de Rohan-Chabot (1969), épouse du précédent
    - Thérèse d'Orléans (2001), (fille du duc d'Angoulême)
    - Pierre d'Orléans (2003), (fils du duc d'Angoulême)

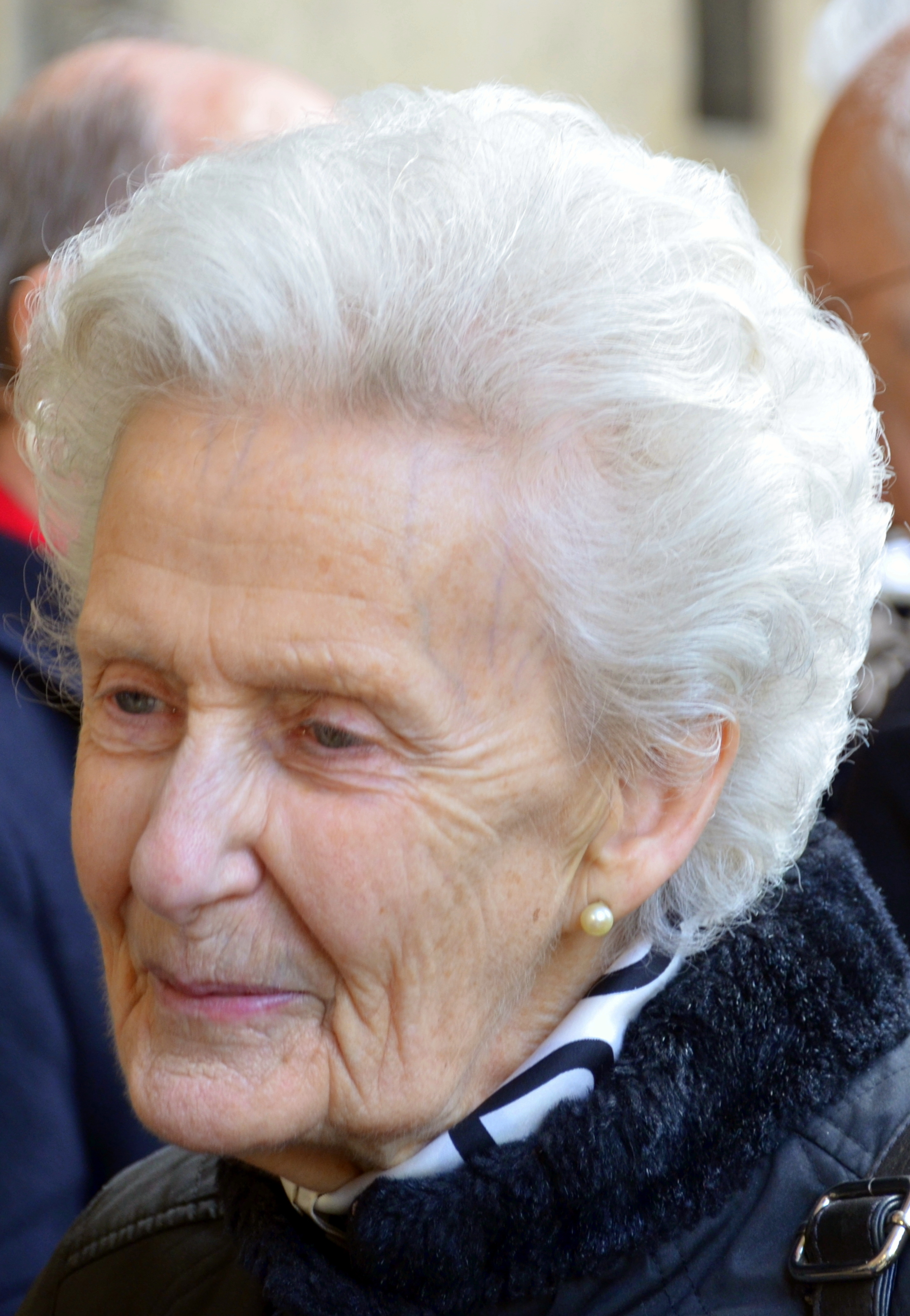
Marie-Thérèse de Wurtemberg (1934)
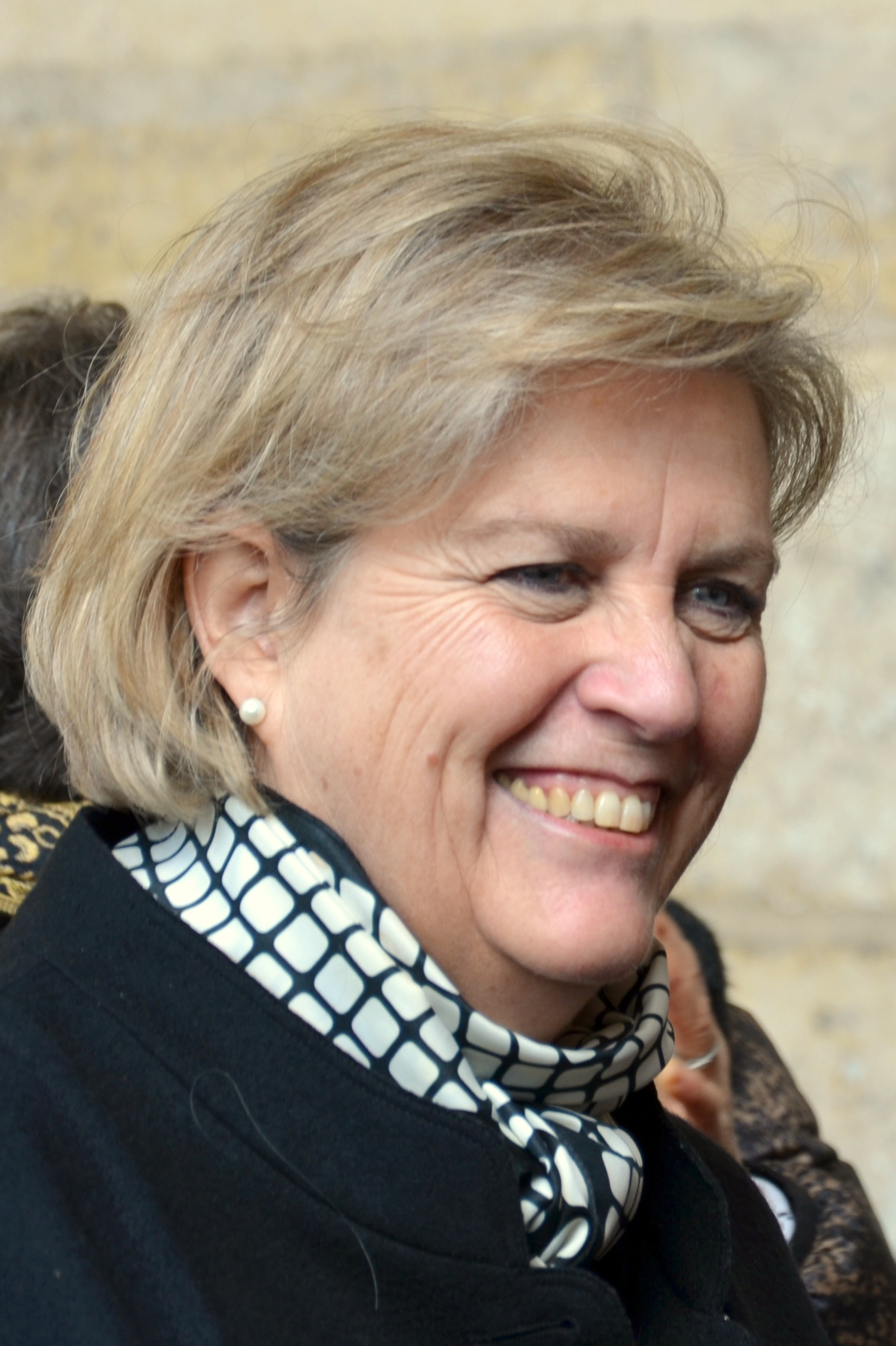
Marie d'Orléans (1959)
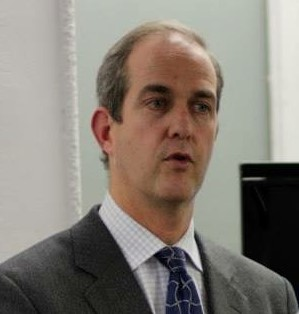
Eudes d'Orléans (1968)

### Enfants, petits-enfants d'Henri d'Orléans, comte de Paris, et princes du sang
- Isabelle d'Orléans (1932), comtesse de Schönborn-Bucheim (fille aînée du comte de Paris)
- Hélène d'Orléans (1934), comtesse de Limburg-Stirum (fille cadette du comte de Paris)
- Anne d'Orléans (1938), duchesse de Calabre (troisième fille du comte de Paris)
- Diane d'Orléans (1940), duchesse de Wurtemberg (quatrième fille du comte de Paris)
- Jacques d'Orléans (1941), duc d'Orléans (troisième fils du comte de Paris)
- Gersende de Sabran-Pontevès (1942), épouse du précédent
  - Diane d'Orléans (1970), vicomtesse de Noailles, épouse d'Alexis, vicomte de Noailles (fille aînée du duc d'Orléans)
  - Charles-Louis d'Orléans (1972), duc de Chartres (fils aîné du duc d'Orléans)
  - Ileana Mános (1970), épouse du précédent
    - Philippe d'Orléans (1998), (fils aîné du duc de Chartres), premier prince du sang
    - Louise d'Orléans (1999), (fille du duc de Chartres), princesse du sang
    - Hélène d'Orléans (2001), (fille du duc de Chartres), princesse du sang
    - Constantin d'Orléans (2003), (fils cadet du duc de Chartres), prince du sang
    - Isabelle d'Orléans (2005), (fille de Chartres), princesse du sang

  - Foulques d'Orléans (1974), comte d'Eu, duc d'Aumale (fils cadet du duc d'Orléans)
- Michel d'Orléans (1941), comte d'Évreux (quatrième fils du comte de Paris, jumeau du duc d'Orléans)
- Barbara de Posch-Pastor (1952), seconde épouse du précédent
- Béatrice Pasquier de Franclieu (1941), princesse d’Orléans, première épouse du précédent
  - Clotilde d'Orléans (1968), épouse d'Édouard Crépy (fille aînée du comte d'Évreux)
  - Adélaïde d'Orléans (1971), épouse de Pierre Louis Dailly (seconde fille du comte d'Évreux)
  - Charles-Philippe d'Orléans (1973), duc d'Anjou et de Cadaval (fils aîné du comte d'Évreux)
  - Diana Álvares Pereira de Melo (1978), duchesse d'Anjou et de Cadaval, épouse du précédent
    - Isabelle d'Orléans (2012), (fille du duc d'Anjou), princesse du sang

  - François d'Orléans (1982), comte de Dreux (fils cadet du comte d'Évreux)
  - Theresa von Einsiedel (1984), comtesse de Dreux, épouse du précédent
    - Philippe d'Orléans (2017), (fils du comte de Dreux), prince du sang
    - Marie-Amélie d'Orléans (2019), (fille du comte de Dreux), princesse du sang[103]
    - Raphaël d'Orléans (2021), (fils du comte de Dreux), prince du sang[104]
    - Nicolas d'Orléans (2025), (fils du comte de Dreux), prince du sang[105]
- Claude d'Orléans (1943), (cinquième fille du comte de Paris)
- Chantal d'Orléans (1946), baronne de Sambucy de Sorgue (sixième fille du comte de Paris)
- Marion Gordon-Orr (1942), comtesse de la Marche (épouse du cinquième fils du comte de Paris)
  - Robert d'Orléans (1976), comte de la Marche (fils aîné du comte de la Marche)

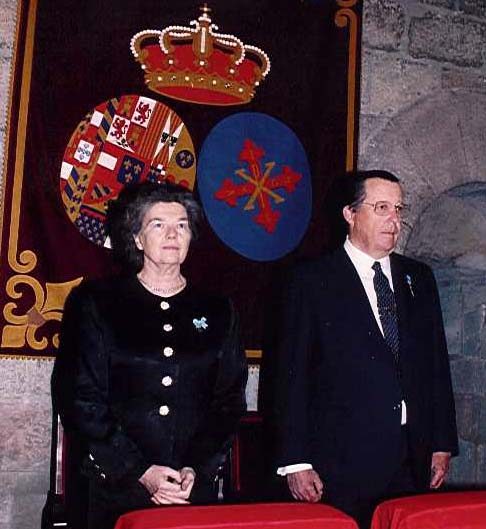
Anne d'Orléans (1938), et son mari Charles de Bourbon-Siciles
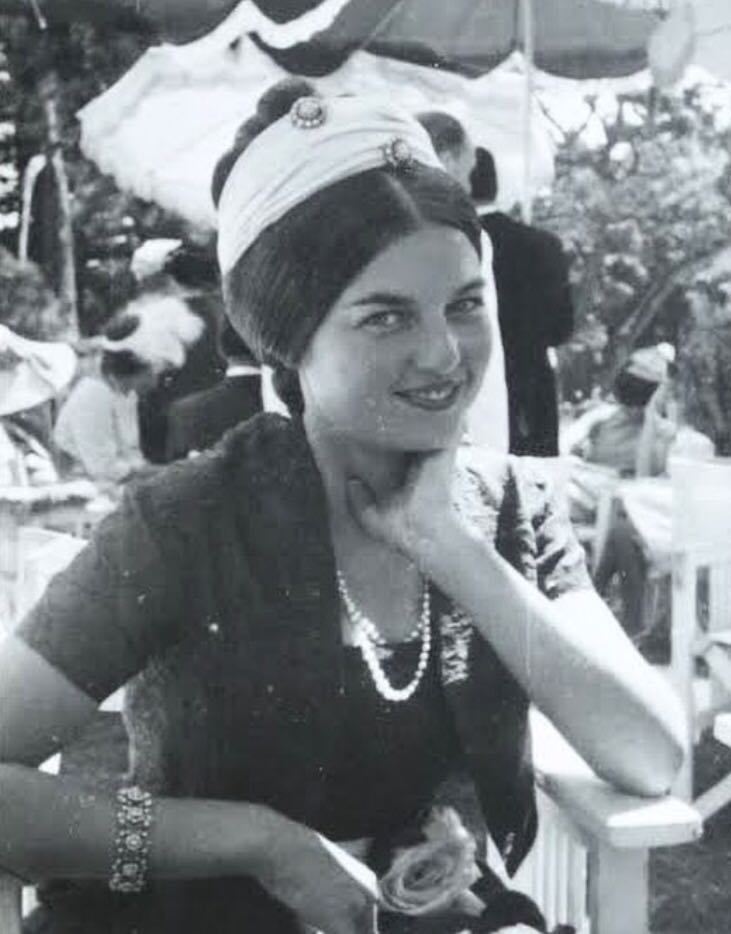
Diane d'Orléans (1940)
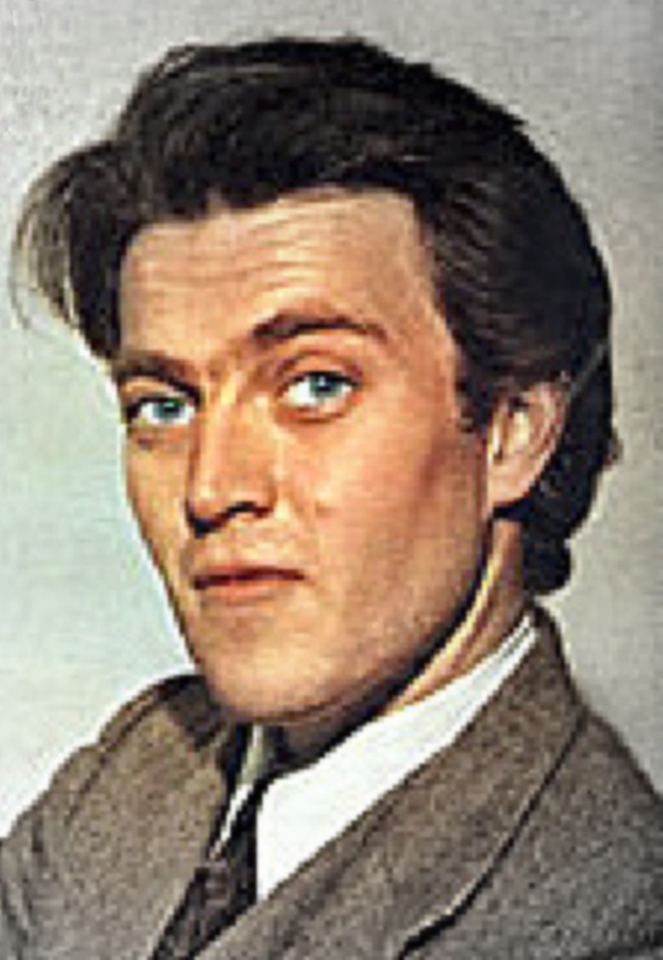
Jacques d'Orléans (1941)
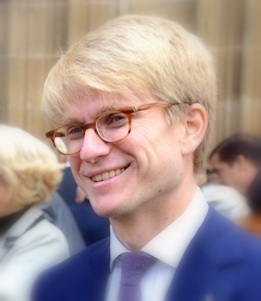
Charles-Louis d'Orléans (1972)
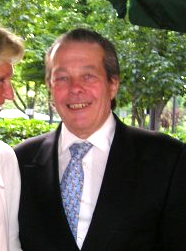
Michel d'Orléans (1941)